# Scarthyla
Scarthyla es un género de anfibios anuros de la familia Hylidae. Pertenecía al género Hyla hasta la reestructuración del género realizada en 2005. Sólo incluía una especie monotípica, Scarthyla goinorum, hasta que Scarthyla vigilans, anteriormente clasificada como Hyla vigilans fue unida al género. Se distribuyen por las cuencas de los ríos Amazonas, Orinoco y Magdalena, así como en la isla Trinidad.

## Especies
Se reconocen las siguientes según ASW:
- Scarthyla goinorum (Bokermann, 1962)
- Scarthyla vigilans (Solano, 1971)